# Camille Natta
Camille Joan Natta (* 19. November 1977) ist eine französische Schauspielerin in Film, Fernsehen und Theater. Sie spielte Rollen in Filmen wie Die purpurnen Flüsse 2, Hari Om oder Acorazado.

## Leben und Karriere
Vor ihrer Schauspielkarriere absolvierte Camille Joann Natta am Peters College in Oxford ihren Magister in Politik, Philosophie und Wirtschaft. Seit 2003 spielte sie an Theaterbühnen in Paris, unter anderem in Philippe Adriens Bühnenwiederbelebung des Stücks Enfant Reve von Hanokh Levine.
Seit 2002 sah man sie neben ihrem Theaterengagement auch verstärkt in Film und Fernsehen. Unter der Regie von Robert Golden gab sie 2002 in dem romantischen Drama The Lake ihr Leinwanddebüt. Ein Jahr später sah man sie in Cédric Klapischs Kinoproduktion Ihr letzter Coup. 2004 spielte sie an der Seite von Jean Reno, Benoît Magimel und Christopher Lee in Olivier Dahans Thriller Die purpurnen Flüsse 2 – Die Engel der Apokalypse, der Fortsetzung des erfolgreichen Thrillers Die purpurnen Flüsse von Regisseur Mathieu Kassovitz. Noch im selben Jahr verkörperte sie die Rolle der Isa in Ganapathy Bharats romantischer Komödie Hari Om. 2007 folgten weitere Auftritte im Kino in Pur week-end und Enfances. 2010 besetzte sie der Regisseur Álvaro Curiel für die Rolle der Camille.
Neben ihrer Tätigkeit beim Film war Camille Natta seit den 2000er Jahren auch in verschiedenen Fernsehfilmen und Fernsehserien zu sehen.

## Filmografie (Auswahl)
| - 2002: The Lake - 2003: Ihr letzter Coup - 2004: Die purpurnen Flüsse 2 – Die Engel der Apokalypse (Les Rivières pourpres II - Les anges de l'apocalypse) - 2004: Hari Om - 2007: Pur week-end - 2007: Enfances - 2008: Julia - 2010: Kissing Strangers - 2010: Acorazado - 2016: Nina - 2017: Alulim | - 2001: Red Eye (Fernsehfilm) - 2005: S.A.C.: Des hommes dans l’ombre (Fernsehfilm) - 2005: Lucas Ferré: Le plaisir du mal (Fernsehfilm) - 2020: Hollywood (Fernsehminiserie, 1 Episode) - 2021: The Blacklist (Fernsehserie, 1 Episode) - 2021: Sexpectations (Fernsehserie, 3 Episoden) - 2003: Avatar - 2006: Dress Up - 2017: Sexpectations |